# Marek Żmigrodzki
Marek Bernard Żmigrodzki (ur. 10 czerwca 1946 w Lublinie, zm. 23 lipca 2022) – polski politolog, profesor nauk humanistycznych, nauczyciel akademicki Uniwersytetu Marii Curie-Skłodowskiej w Lublinie, specjalista w zakresie systemu ustroju prawnego Polski, systemu organów ochrony prawnej w Polsce oraz systemu sądownictwa powszechnego i administracyjnego w Polsce.

## Życiorys
W latach 1959–1963 odbył naukę w Liceum Ogólnokształcącym im. Stanisława Staszica w Lublinie. W latach 1963–1968 studiował na Wydziale Prawa Uniwersytetu Marii Curie-Skłodowskiej.
Był asystentem (1968-1970), starszym asystentem (1970-1973), adiunktem (1974-1982), docentem (1982-1990), profesorem nadzwyczajnym (1990) i profesorem zwyczajnym (1998) Uniwersytetu Marii Curie-Skłodowskiej w Lublinie
W 1973 na Wydziale Prawa i Administracji Uniwersytetu Marii Curie-Skłodowskiej obronił pracę doktorską pt. System partyjny Ludowej Republiki Bułgarii, przygotowaną pod kierunkiem prof. Henryka Groszyka. W 1981 nadano mu stopień doktora habilitowanego.
W 1998 uzyskał tytuł profesora nauk humanistycznych. Był profesorem i kierownikiem Zakładu Systemów Politycznych i Myśli Politycznej na Wydziale Politologii i Dziennikarstwa UMCS, zaś w latach 1993-1996 prodziekanem tego wydziału ds. naukowych i współpracy z zagranicą. 
Zajmował stanowiska rektora Wyższej Szkoły Humanistyczno-Ekonomicznej w Zamościu (1997-2001), rektora Wyższej Szkole Ekonomii i Innowacji w Lublinie (2005-2011) oraz prorektora Wyższej Szkoły Informatyki, Zarządzania i Administracji w Warszawie.
Pod jego kierunkiem stopień naukowy uzyskało ok. 30 osób.
Był członkiem Komitetu Politologii i Stosunków Międzynarodowych PAN oraz Komitetu Narodowego do spraw Współpracy z Międzynarodowym Stowarzyszeniem Nauk Politycznych PAN, prezesem Oddziału Lubelskiego Polskiego Towarzystwa Nauk Politycznych.
Odznaczony Złotym Krzyżem Zasługi i Medalem Komisji Edukacji Narodowej.
Zmarł 23 lipca 2022. Został pochowany 30 lipca 2022 na cmentarzu przy ul. Lipowej w Lublinie.

## Wybrane publikacje
- Systemy polityczne państw Europy Środkowej i Wschodniej (współredaktor: Wojciech Sokół), Lublin 2005.
- Teoria partii politycznych (współautorzy: Marek Chmaj, Wojciech Sokół), Lublin 1995.
- Ustrój organów ochrony prawnej (współredaktor: Bogumił Szmulik), Lublin 2001.
- Wprowadzenie do nauki o państwie i polityce (współredaktor: Bogumił Szmulik), Lublin 2002.
- Współczesne państwowe systemy polityczne (współautorzy: Andrzej Korybski, Zbigniew Szeliga), Lublin 1983.
- Współczesne partie i systemy partyjne. Zagadnienia teorii i praktyki politycznej (współredaktor: Wojciech Sokół), Lublin 2003.
- Współczesne systemy polityczne (współredaktor: Bożena Dziemidok-Olszewska), Warszawa 2007.
- Zarządzanie kryzysowe w państwie (red. nauk.) Warszawa 2012.